# Списак хокејаша на леду српског порекла у НХЛ-у
Следећи списак представља попис хокејаша српског порекла који су играли или играју у Националној хокејашкој лиги:

## Рођени у Србији
| Име и презиме | Место рођења | Сезоне    | Тимови | Напомена            |
| ------------- | ------------ | --------- | --- | ------------------- |
| Станко Смрке  | Београд      | 1956-1958 | Монтреал канадијанси                                                                                              |                     |
| Иван Болдирев | Зрењанин     | 1970-1985 | Бостон бруинси, Калифорнија голден силси, Чикаго блекхокси, Атланта флејмси, Ванкувер канакси, Детроит ред вингси | Освајач Стенли купа |

## Рођени у свету
Списак је непотпун услед недостатка поузданих референци. Активни играчи приказани су подебљаним словима.
| Име и презиме      | Држава      | Сезоне    | Тимови | Напомена                  |
| ------------------ | ----------- | --------- | --- | ------------------------- |
| Милан Марчета      | Канада      | 1967-1969 | Торонто мејпл лифси, Минесота норт старси                                                                                        | Освајач Стенли купа       |
| Џон Смрке          | Канада, САД | 1977-1980 | Сент Луис блуз, Квебек нордикси                                                                                                  |                           |
| Ден Мандић         | Канада      | 1982-1986 | Хатфорд вејлерси |                           |
| Стив Стојановић    | Канада      | 1983-1984 | Минесота норт старси |                           |
| Петар Жежељ        | Канада      | 1984-1999 | Филаделфија флајерси, Сент Луис блуз, Вашингтон капиталси, Торонто мејпл лифси, Далас старси, Њу Џерзи девилси, Ванкувер канакси |                           |
| Маринко Мик Вукота | Канада      | 1987-1998 | Њујорк ајландерси, Тампа беј лајтнингси, Монтреал канадијанси                                                                    |                           |
| Адриен Плавшић     | Канада      | 1989-1997 | Сент Луис блуз, Ванкувер канакси, Тампа беј лајтнингси, Анахајм дакси                                                            | Освајач олимпијске медаље |
| Петар Поповић      | Шведска     | 1993-2001 | Монтреал канадијанси, Њујорк ренџерси, Питсбург пенгвинси, Бостон бруинси                                                        |                           |
| Драган Кеса        | Канада      | 1993-2000 | Ванкувер канакси, Далас старси, Питсбург пенгвинси, Тампа беј лајтнингси                                                         |                           |
| Саша Лаковић       | Канада      | 1996-1999 | Калгари флејмси, Њу Џерзи девилси                                                                                                |                           |
| Рафи Торес         | Канада      | 2001-2014 | Њујорк ајландерси, Едмонтон ојлерси, Коламбус блу џакетси, Буфало сејберси, Ванкувер канакси, Аризона којотси, Сан Хозе шаркси   |                           |
| Бранко Радивојевић | Словачка    | 2001-2008 | Аризона којотси, Филаделфија флајерси, Минесота вајлдси                                                                          |                           |
| Милан Лучић        | Канада      | 2007-     | Бостон бруинси, Лос Анђелес кингси                                                                                               | Освајач Стенли купа       |
| Алекс Петровић     | Канада      | 2012-     | Флорида пантерси |                           |
| Алекс Недељковић   | САД         | 2016-     | Каролина харикенси |                           |
| Скот Перуновић     | САД         | 2020-     | Сент Луис блуз |                           |